# 斯尼納

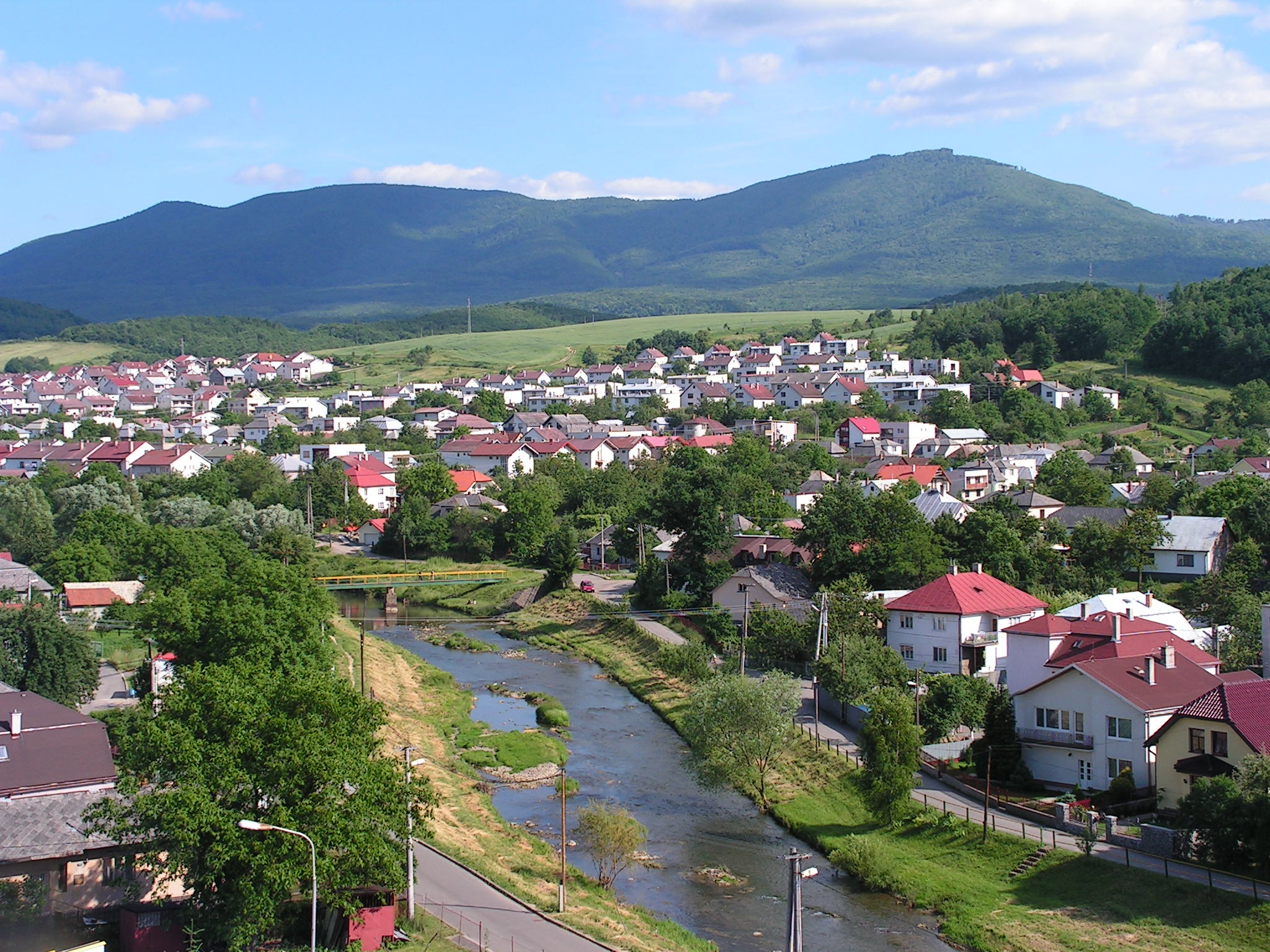

斯尼納是斯洛伐克的城鎮，位於該國東部，由普列索夫州負責管轄，面積59.41平方公里，海拔高度216米，2005年人口21,326，其中六成居民信奉羅馬天主教。

## 外部連結
- Official website （页面存档备份，存于）